# Saint-Pierre-d'Aubézies
 Saint-Pierre-d'Aubézies  là một xã của tỉnh Gers, thuộc vùng Occitanie, tây nam nước Pháp.